# Musée Maillol de Banyuls-sur-Mer

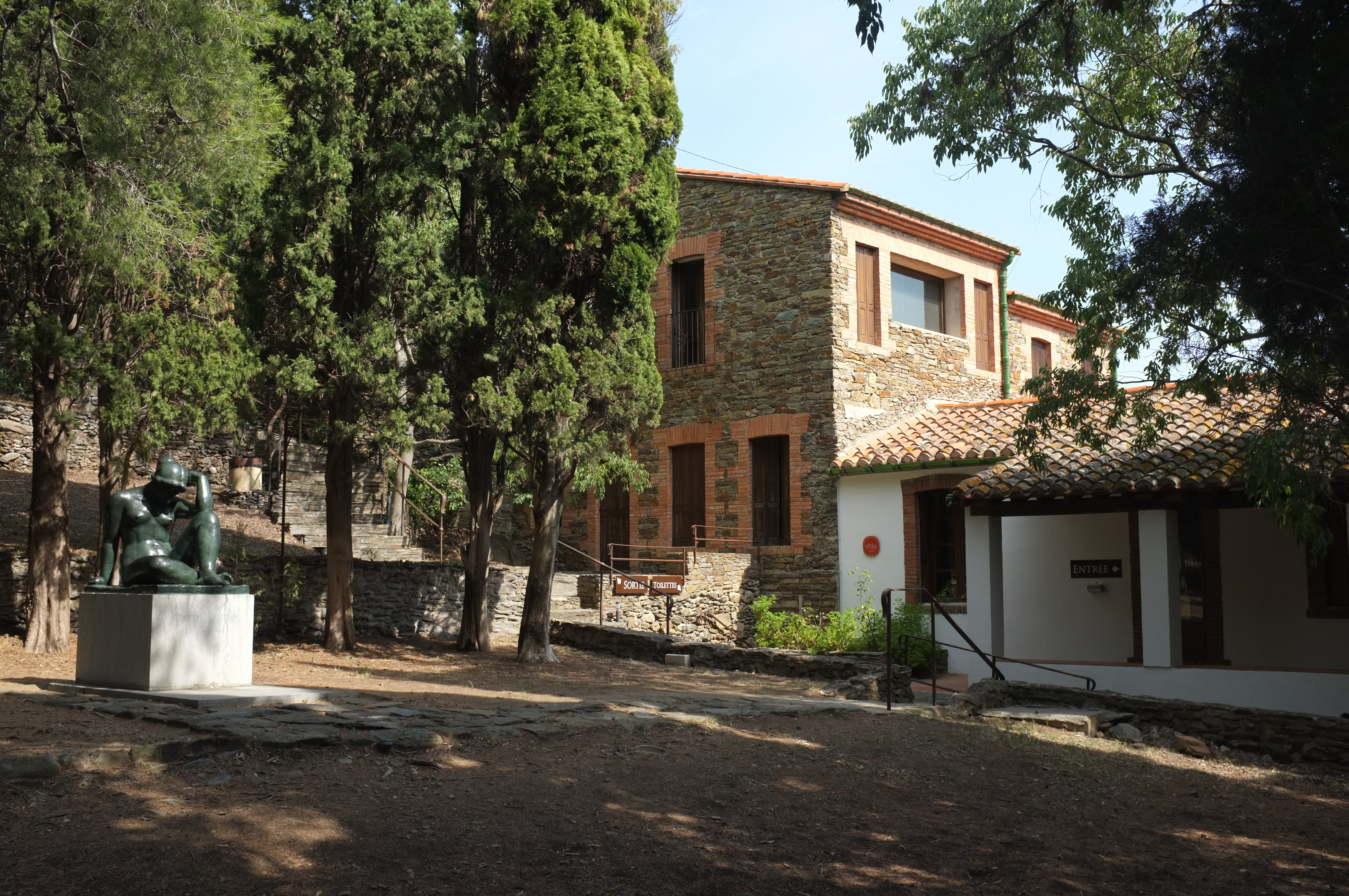
Museumsgebäude mit Bronzeskulptur La Méditerranée im Vordergrund

Das Musée Maillol de Banyuls-sur-Mer ist ein Museum, das in La Métairie untergebracht ist, wo der Bildhauer Aristide Maillol seine letzten Lebensjahre verbrachte. Es handelt sich um einen abgelegenen Bauernhof im Vallée de la Roume, 4 km vom Stadtzentrum von Banyuls-sur-Mer in den Pyrénées-Orientales entfernt.

## Gründung
Nach Maillols Tod war die Anlage zunächst unbewohnt und verfiel. Auf Initiative von Maillols Modell Dina Vierny und der Stadt Banyuls-sur-Mer, wurde die Restaurierung des Pachthofs beschlossen. Ende 1994 wurde dort ein Maillol-Museum für die Öffentlichkeit zugänglich gemacht. Heute ist es eines der Museen, die von der Dina Vierny-Stiftung verwaltet werden, die auch das Maillol-Museum in Paris gegründet hat.

## Ausstellungen
Das Museum zeigt zahlreiche Werke und das tägliche Leben von Aristide Maillol in der Métairie. Dort finden sich etwa
- Bronzen und Terrakotten von Frauenakten unterschiedlichen Formates
- Lithographien, Zeichnungen, Gemälde und Keramiken
- Esszimmer und Küche in originalgetreuer Einrichtung
- Maillols Atelier

Das Museum dient auch als ein Zentrum für wechselnde Ausstellungen. Im Garten des Museums befindet sich Maillols Grab, das mit einer Bronze von La Méditerranée, einem seiner Lieblingswerke, bedeckt ist.